# インタラーチャー2世
インタララーチャー2世（？ - 1491年）はアユタヤ王朝の王の一人。1464年、防衛上の理由からボーロマトライローカナート王がアユタヤ王を辞して、ピサヌロークに新たに都を構えたときにインタララーチャー親王をボーロマラーチャー3世に叙して、アユタヤの王（国主）とした。ボーロマラーチャー3世はボーロマトライローカナート王が存命中は北部の侵略を退ける役目を果たした。後にボーロマトライローカナート王が崩御すると、インタララーチャー2世として正式に王に即位。後に、天然痘で死亡した。